# LCD Soundsystem

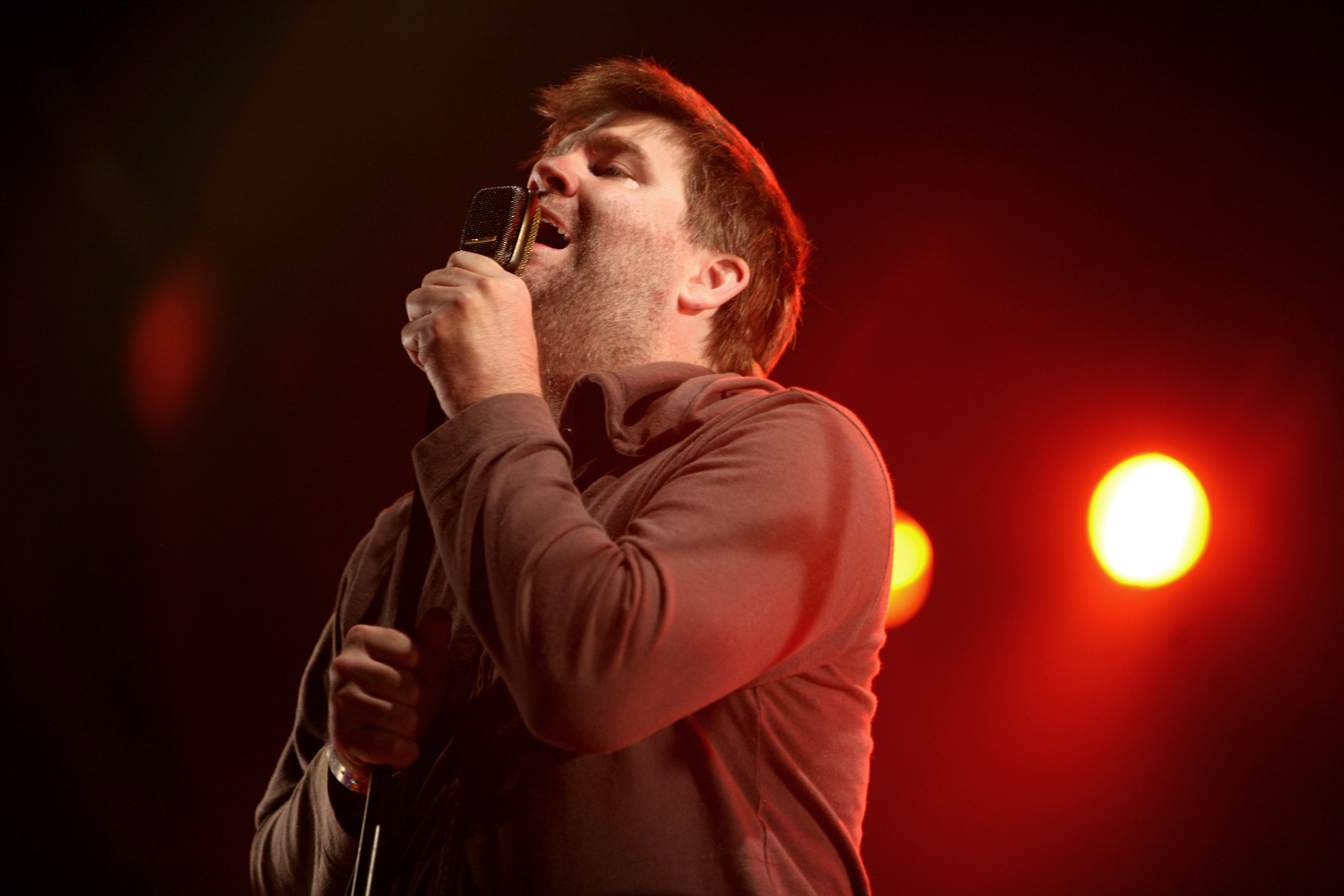
Murphy auf dem Route-du-Rock-Festival 2007

LCD Soundsystem ist das Studioprojekt des Musikproduzenten und Multiinstrumentalisten James Murphy, Mitbegründer des Electropunk-Labels DFA Records. Die Musik des LCD Soundsystems kann als Mischung aus Dance und Punk beschrieben werden, umfasst aber auch Elemente aus Disco und anderen Stilen.

## Geschichte
Murphy spielt die meisten Instrumente im Studio selber, arbeitet jedoch seit 2002 durchgehend mit Nancy Whang (Synthesizer) und Patrick Mahoney (Schlagzeug) zusammen, die auch seine feste Live-Band bilden. Als Mitglieder stießen später noch Al Doyle (Gitarre) und Tyler Pope (Bass) hinzu. Weitere Musiker folgten, einige haben LCD Soundsystem jedoch bereits wieder verlassen.
Einem größeren Hörerkreis wurde LCD Soundsystem 2002 mit der Single Losing My Edge bekannt. Pitchfork wählte ihn im Sommer 2009 bei der Auswahl der „Top 500 Tracks of the 2000s“ auf Platz 13. 2005 erschien das Debütalbum LCD Soundsystem. Das im März 2007 erschienene zweite Album Sound of Silver wurde von der Kritik ebenfalls positiv aufgenommen. Zudem hielt es Einzug in die 1001 Albums You Must Hear Before You Die.
Im Jahr 2006 veröffentlichte das LCD Soundsystem für Nike einen 45 Minuten und 33 Sekunden langen Track mit dem Namen 45:33, der speziell für Jogger komponiert wurde und in seiner Dynamik dem körperlichen Empfinden während eines Jogging-Laufes entsprechen soll. Dieser wurde mit einigen alten B-Seiten im Oktober 2006 veröffentlicht. Hierbei kam es zu einem Rechtsstreit mit dem ehemaligen Ash-Ra-Tempel-Gitarristen Manuel Göttsching. Murphy hatte für das Artwork von 45:33 das Cover von Göttschings wichtigstem Werk E2-E4 zum Großteil kopiert, ohne hierfür die erforderlichen Nutzungsrechte eingeholt zu haben.
2008 wurde der Song Get Innocuous aus dem Album Sound of Silver als Hintergrundmusik der Fernsehwerbung für das Videospiel Grand Theft Auto IV verwendet.
Für das Konsolenspiel FIFA 11 wurde außerdem der Track I Can Change verwendet.
Für das 2010 erschienene Werk This Is Happening kündigte Murphy an, dass es das letzte Album sei und er sich verstärkt seinem Label DFA und seinem Privatleben widmen möchte. Das letzte Konzert von LCD Soundsystem im Madison Square Garden wurde mit der Konzert-Dokumentation Shut Up and Play the Hits festgehalten und 2012 veröffentlicht. Das Livealbum The Long Goodbye folgte 2014.
Ende Dezember 2015 reaktivierte Murphy LCD Soundsystem und veröffentlichte den Song Christmas Will Break Your Heart.
2016 trat LCD Soundsystem auf mehreren Festivals auf. Das vierte Studioalbum American Dream erschien am 1. September 2017. Bei den Grammy Awards 2018 gewannen LCD Soundsystem für ihr Lied Tonite einen Grammy in der Kategorie Best Dance Recording.
2022 steuerte LCD Soundsystem den Song New Body Rhumba zu Noah Baumbachs Film Weißes Rauschen bei. Murphy hatte Jahre zuvor die Musik für Baumbachs Filme Greenberg und Gefühlt Mitte Zwanzig komponiert.

## Diskografie

### Alben
Studioalben
- LCD Soundsystem (Januar 2005)
- Sound of Silver (März 2007)
- This Is Happening (Mai 2010)
- American Dream (September 2017)

Livealben
- London Sessions (November 2010)
- The Long Goodbye (April 2014)
- Electric Lady Sessions (Februar 2019)

Sonstige
- 45:33 (Oktober 2006)
- 45:33 Remixes (September 2009)

### Singles
- Losing My Edge (Juli 2002)
- Give It Up (Juli 2003)
- Yeah (Januar 2004)
- Movement (November 2004)
- Daft Punk Is Playing at My House (Februar 2005)
- Disco Infiltrator / Slowdive (Siouxsie and the Banshees Cover) (Juni 2005)
- North American Scum (März 2007)
- All My Friends (Mai 2007)
- Someone Great (März 2008)
- Bye Bye Bayou (November 2009, Original: Alan Vega)
- Home (September 2010)
- Call the Police / American Dream (Mai 2017)
- New Body Rhumba (September 2022)

### Digitale Veröffentlichungen
- Introns (März 2006)
- Nike + Original Run (Oktober 2006)
- A Bunch of Stuff EP (September 2008)
- London Sessions (November 2010)